# سخنگوی وزارت امور خارجه ایالات متحده
سخنگوی وزارت امور خارجه ایالات متحده (انگلیسی: Spokesperson for the United States Department of State) یک مقام رسمی در حکومت فدرال ایالات متحده آمریکا است که وظیفه اصلی وی سخنگوی وزارت امور خارجه ایالات متحده آمریکا و سیاست‌های خارجی دولت ایالات متحده است.

## مسئولیت
سخنگوی وزارت امور خارجه مسئول برقراری ارتباط با سیاست خارجی ایالات متحده به رسانه های آمریکایی و خارجی، معمولا در یک نشست مطبوعاتی روزانه است. نشست مطبوعاتی روزانه معمولا شامل خلاصه ای از برنامه وزیر امور خارجه، سفرهای آتی وزیر خارجه، رئیس جمهور ایالات متحده، یا سایر مقامات برجسته وزارت امور خارجه از جمله معاونان وزیر و دستیاران وزیر، و واکنش های رسمی و مواضع دولت ایالات متحده در مورد برخی اخبار روز و به دنبال آن پرسش و پاسخ با روزنامه نگارانی است که در جلسه توجیهی شرکت می کنند. سنتی که در دوران تصدی جان فاستر دالس به عنوان وزیر امور خارجه در دهه 1950 آغاز شد،[5] نشست مطبوعاتی روزانه ضبط می شود و در وب سایت وزارت امور خارجه در دسترس قرار می گیرد.
سخنگوی وزارت امور خارجه همچنین اغلب وزیر امور خارجه را در سفر همراهی می کند تا در کنفرانس های مطبوعاتی کمک کند.

## فهرست سخنگویان وزارت امور خارجه آمریکا
| دوره فعالیت  | سخنگو                | رئیس‌جمهور                                                  | وزیر امور خارجه                                                   |
| ------------ | -------------------- | ---------------------------------------------------------- | ----------------------------------------------------------------- |
| ۱۹۲۷–۱۹۴۵    | مایکل جی. مکدرمت     | کالوین کولیج، هربرت هوور، فرانکلین دلانو روزولت، هری ترومن | فرانک بی. کلاگ، هنری استیمسون، کوردل هال، ادوراد استتینیوس جونیور |
| ۱۹۴۵–۱۹۴۸    | راجر تابی            | هری ترومن                                                  | جیمز اف. بیرنز، جرج مارشال                                        |
| ۱۹۵۵–۱۹۶۳    | لینکن وایت           | دوایت آیزنهاور، جان اف. کندی                               | جان فاستر دالس، کریستین هرتر، دین راسک                            |
| ۱۹۶۴–۱۹۷۳    | رابرت جی. مکلاسکی    | لیندون بی. جانسون، ریچارد نیکسون                           | دین راسک، ویلیام پی. راجرز                                        |
| ۱۹۶۶–۱۹۷۰    | کارل ئی باراچ        | لیندون بی. جانسون، ریچارد نیکسون                           | دین راسک، ویلیام پی. راجرز                                        |
| ۱۹۷۴–۱۹۷۶    | رابرت اندرسون        | جرالد فورد                                                 | هنری کیسینجر                                                      |
| ۱۹۷۷–۱۹۸۰    | هودنگ کارتر سوم      | جیمی کارتر                                                 | سایروس ونس                                                        |
| ۱۹۸۰–۱۹۸۱    | ویلیام جی دایس       | جیمی کارتر                                                 | ادموند موسکی                                                      |
| ۱۹۸۱–۱۹۸۲    | Dean E. Fischer      | رونالد ریگان                                               | الکساندر هیگ                                                      |
| ۱۹۸۲–۱۹۸۵    | Robert John Hughes   | رونالد ریگان                                               | جرج پی. شولتس                                                     |
| ۱۹۸۵–۱۹۸۶    | Bernard Kalb         | رونالد ریگان                                               | جرج پی. شولتس                                                     |
| ۱۹۸۶–۱۹۸۹    | Charles Edgar Redman | رونالد ریگان                                               | جرج پی. شولتس                                                     |
| ۱۹۸۹–۱۹۹۲    | Margaret D. Tutwiler | جرج اچ. دابلیو. بوش                                        | جیمز بیکر                                                         |
| ۱۹۹۲–۱۹۹۳    | Richard Boucher      | جرج اچ. دابلیو. بوش                                        | Lawrence Eagleburger                                              |
| ۱۹۹۳–۱۹۹۵    | Mike McCurry         | بیل کلینتون                                                | وارن کریستوفر                                                     |
| ۱۹۹۵–۱۹۹۷    | آر. نیکلاس برنز      | بیل کلینتون                                                | وارن کریستوفر                                                     |
| ۱۹۹۷–۲۰۰۰    | جیمز روبین           | بیل کلینتون                                                | مادلین آلبرایت                                                    |
| ۲۰۰۱–۲۰۰۵    | Richard Boucher      | جرج دابلیو. بوش                                            | کالین پاول                                                        |
| ۲۰۰۵–۲۰۰۹    | Sean McCormack       | جرج دابلیو. بوش                                            | کاندولیزا رایس                                                    |
| ۲۰۰۹–۲۰۱۰    | Ian C. Kelly         | باراک اوباما                                               | هیلاری کلینتون                                                    |
| ۲۰۱۰–۲۰۱۱    | Philip J. Crowley    | باراک اوباما                                               | هیلاری کلینتون                                                    |
| ۲۰۱۱–۲۰۱۳    | ویکتوریا نولاند      | باراک اوباما                                               | هیلاری کلینتون                                                    |
| ۲۰۱۳–۲۰۱۵    | جن ساکی              | باراک اوباما                                               | جان کری                                                           |
| ۲۰۱۵         | ماری هارف            | باراک اوباما                                               | جان کری                                                           |
| ۲۰۱۵–۲۰۱۷    | John Kirby           | باراک اوباما                                               | جان کری                                                           |
| ۲۰۱۷         | Mark Toner           | دونالد ترامپ                                               | رکس تیلرسون                                                       |
| ۲۰۱۷–۲۰۱۹    | هدر ناوئرت           | دونالد ترامپ                                               | رکس تیلرسون، مایک پومپئو                                          |
| ۲۰۱۹–۲۰۲۱    | مورگان اورتگس        | دونالد ترامپ                                               | مایک پومپئو                                                       |
| ۲۰۲۱–۲۰۲۳    | ند پرایس             | جو بایدن                                                   | آنتونی بلینکن                                                     |
| ۲۰۲۳–۲۰۲۵    | متیو میلر            | جو بایدن                                                   | آنتونی بلینکن                                                     |
| ۲۰۲۵ – اکنون | تمی بروس             | دونالد ترامپ                                               | مارکو روبیو                                                       |